# Victor Fastre
Victor Fastre (Lieja, 19 de maig de 1890 - 12 de setembre de 1914) va ser un ciclista belga que fou professional entre 1910 i el moment de la seva mort, el 1914. En el seu palmarès destaca la Lieja-Bastogne-Lieja de 1909, cursa que guanyà per la desqualificació del guanyador Eugène Charlier, que havia canviat de bicicleta.

## Palmarès
- 1909
  - 1r a la Lieja-Bastogne-Lieja